# 1355

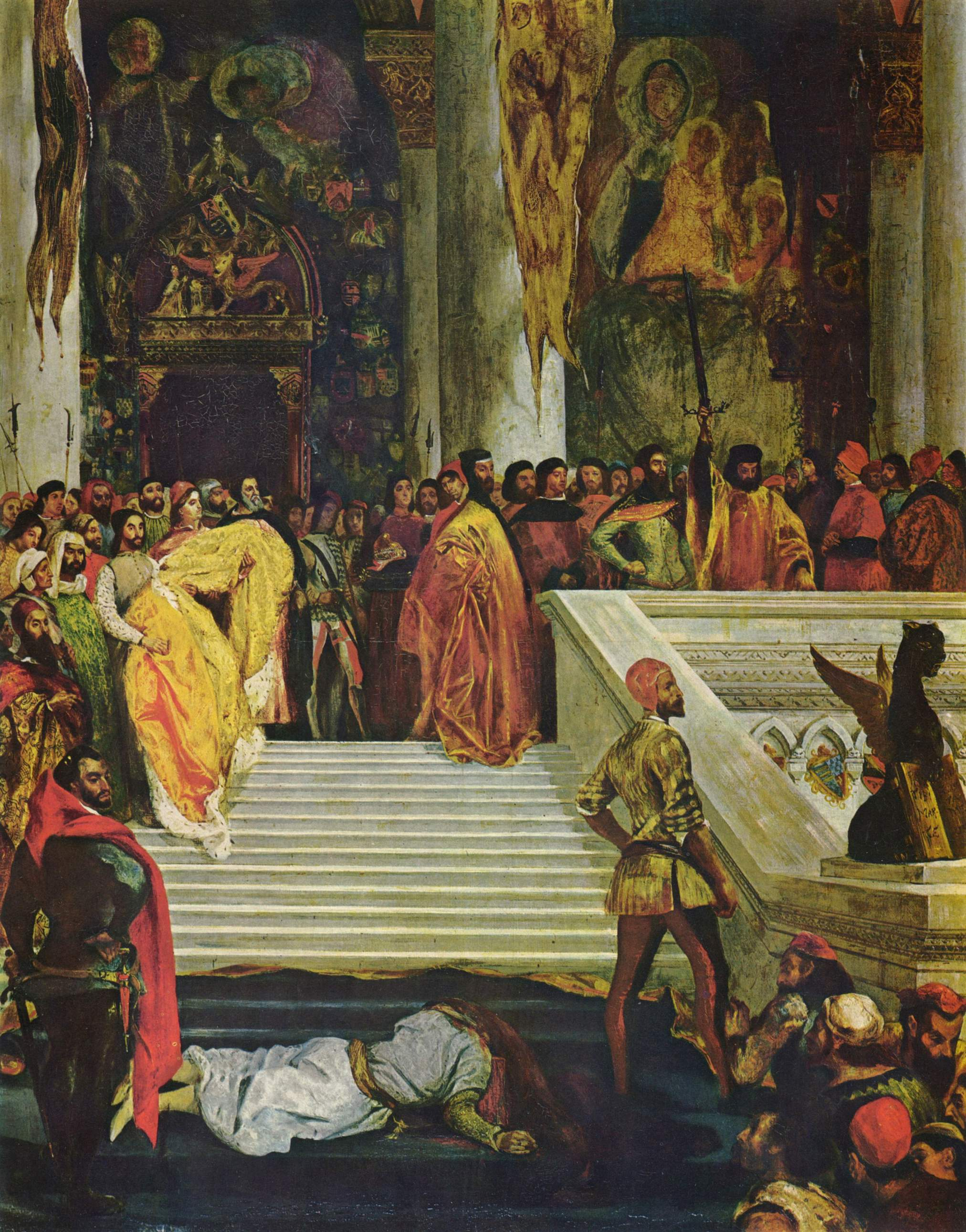
executie van Marino Faliero

Het jaar 1355 is het 55e jaar in de 14e eeuw volgens de christelijke jaartelling.

## Gebeurtenissen
januari
- 6 - Karel IV wordt gekroond tot koning van Italië.
- 7 - De Portugese koning Alfonso IV laat Inês de Castro, de geliefde van de kroonprins, ombrengen in het klooster waar hij haar heeft opgesloten.

februari
- 10 - Saint Scholastica Day Riot: Ernstige ongeregeldheden in Oxford tussen inwoners en studenten.
- 25 - Monnickendam ontvangt stadsrechten.

maart
- 8 - Met het oog op het naderende einde van Jan III van Bragbant sluiten 36 steden in het hertogdom een verbond van vriendschap en bijstand.

april
- 5 - Karel IV wordt tot keizer gekroond.
- 15 - Doge Marino Faliero van Venetië wordt afgezet na een mislukte staatsgreep: hij wilde prins worden. Hij zal worden berecht en geëxecuteerd.

mei
- 20 - Graaf Willem V van Holland verleent stadsrechten aan Weesp.

september
- 10 - Verdrag van Valognes: Jan II van Frankrijk en Karel II van Navarra vormen een verbond.

november
- 25 - In een te Eltville gesloten verdrag wordt het graafschap Nassau verdeeld in Nassau-Weilburg onder Johan I, Nassau-Wiesbaden-Idstein onder Adolf I en Nassau-Sonnenberg onder Kraft en Rupert.

zonder datum
- Na het overlijden van Jan III van Brabant begint de Brabantse Successieoorlog tussen zijn dochters met hun echtgenoten: Johanna en Wenceslaus I van Luxemburg, Margaretha en Lodewijk van Male, Maria en Reinoud III van Gelre.
- Verdrag van Parijs: Genève erkent de annexatie van Gex door Savoye.
- De Burcht Kirberg wordt gebouwd door Gerhard VII van Diez en Johan I van Nassau-Weilburg.
- Reinoud III van Gelre verpandt het scholtambt van Liemers aan Johan I van Kleef. Het gebied zal tot de Napoleontische tijd bij Kleef blijven.
- Zug wordt gedwongen haar verbintenis met het Zwitsers Eedgenootschap te verbreken.
- Verbond van Brabantse steden: De steden in Brabant beloven elkaar steun te verlenen.
- Carcassonne wordt geplunderd en platgebrand.
- Naarden ontvangt stadsrechten.
- Filips van Leiden schrijft De cura reipublicae et sorte principantis

## Opvolging
- Brabant - Jan III opgevolgd door zijn dochter Johanna en dier echtgenoot Wenceslaus I van Luxemburg
- patriarch van Constantinopel - Filotheus Kokkinos opgevolgd door Callistus I
- Noorwegen - Magnus Eriksson opgevolgd door zijn zoon Haakon VI
- Servië - Stefan Uroš IV Dušan opgevolgd door zijn zoon Stefan Uroš V
- Sicilië - Lodewijk opgevolgd door zijn broer Frederik III
- Orde van Sint Jan - Pierre de Corneillan opgevolgd door Roger de Pins
- Venetië - Marino Faliero opgevolgd door Giovanni Gradenigo

## Geboren
- 7 januari - Thomas van Woodstock, Engels prins
- 24 juli - Anne Manny, Engels edelvrouw
- Frederik van Blankenheim, bisschop van Straatsburg en {1393-1423) Utrecht (jaartal bij benadering)
- Isabel van Castilië, Castiliaans prinses (jaartal bij benadering)
- Sjoerd Wiarda, Fries edelman (jaartal bij benadering)

## Overleden
- 7 januari - Inês de Castro (~29), minnares van kroonprins Peter van Portugal (vermoord)
- 12 januari - Albrecht von Hohenfels, prinsbisschop van Eichstätt
- 13 januari - Willem Cuser (~64), Hollands edelman
- 22 april - Eleonora van Engeland (36), Engels prinses, echtgenote van Reinoud II van Gelre
- 24 augustus - Pierre de Corneillan, grootmeester van de Orde van Sint-Jan
- 29 september - Matteo II Visconti (~36), Milanees edelman
- 16 oktober - Lodewijk (17), koning van Sicilië (1342-1355)
- 5 december - Jan III, hertog van Brabant (1312-1355)
- 20 december - Stefan Uroš IV Dušan (~47), koning en tsaar van Servië (1331-1355)
- Casimir I van Warschau, Pools edelman
- Marino Faliero, doge van Venetië (executie)

## Trivia
- De derde aflevering van Dynastie der kleine luyden speelt in 1355 in Holland